# Apopyllus pauper
Apopyllus pauper är en spindelart som först beskrevs av Cândido Firmino de Mello-Leitão 1942. 
Apopyllus pauper ingår i släktet Apopyllus och familjen plattbuksspindlar. Inga underarter finns listade i Catalogue of Life.